# فرناز رهنما
فرناز رهنما (زادهٔ ۲۷ مهر ۱۳۶۰) بازیگر تئاتر، تلویزیون و سینما اهل ایران است. آغاز فعالیت حرفه ای او در تلویزیون با بازی در سریال زیرزمین(۱۳۸۵) به کارگردانی علیرضا افخمی بوده است.  او با بازی در سریال ساختمان پزشکان (۱۳۸۹) به شهرت رسید. او در دانشگاه هنر و معماری در رشته بازیگری تئاتر تحصیل کرده‌است.

## زندگی
فرناز رهنما در سال ١٣٦٠ در اصفهان به دنیا آمد. او فارغ التحصیل رشته بازیگری تئاتر از دانشگاه هنر و معماری است. رهنما در سال ١٣٨٨ و در سن ٢٨ سالگی با کیارش اعتمادی آهنگساز ازدواج کرد. او یک فرزند پسر دارد.

## فیلم‌شناسی

### سینمایی
| سال  | عنوان                  | کارگردان          |
| ---- | ---------------------- | ----------------- |
| ۱۳۸۵ | اقلیما                 | محمدمهدی عسگرپور  |
| ۱۳۸۸ | بعدازظهر سگی سگی       | مصطفی کیایی       |
| ۱۳۸۹ | چیزهایی هست که نمی‌دانی | فردین صاحب‌الزمانی |
| ۱۳۸۹ | یک، دو، یک             | مانیا اکبری       |

### تلویزیونی
| سال  | عنوان                    | کارگردان        | توضیح           |
| ---- | ------------------------ | --------------- | --------------- |
| ۱۳۸۱ | بررسی یک پرونده          | علاءالدین رحیمی |                 |
| ۱۳۸۵ | زیرزمین                  | علیرضا افخمی    | سریال ماه رمضان |
| ۱۳۸۷ | مأمور بدرقه              | سعید سلطانی     | سریال ماه رمضان |
| ۱۳۸۹ | ساختمان پزشکان           | سروش صحت        |                 |
| ۱۳۹۳ | هفت‌سنگ                   | علیرضا بذرافشان | سریال ماه رمضان |
| ۱۳۹۴ | یادداشت‌های یک زن خانه‌دار | مسعود کرامتی    |                 |
| ۱۳۹۵ | هشت و نیم دقیقه          | شهرام شاه‌حسینی  |                 |
| ۱۳۹۹ | بچه مهندس ۳              | علی غفاری       |                 |

### نمایش خانگی
| سال  | عنوان             | کارگردان       | توضیح        |
| ---- | ----------------- | -------------- | ------------ |
| ۱۴۰۲ | اسکار             | مهران مدیری    | مهمان        |
| ۱۴۰۱ | روزی روزگاری مریخ | پیمان قاسم‌خانی | بازیگر مهمان |

### تله‌فیلم
| سال  | عنوان                   | کارگردان      |
| ---- | ----------------------- | ------------- |
| ۱۳۸۶ | روبات                   | مهرداد خوشبخت |
| ۱۳۸۶ | نیرنگ                   | مهرداد خوشبخت |
| ۱۳۸۷ | روشنایی دریا            | حسن لفافیان   |
| ۱۳۸۸ | مهر بی‌پایان             | محسن منشی‌زاده |
| ۱۳۹۲ | سوگند                   | فربد شکرایی   |
| ۱۳۹۵ | کام ماهی (فیلم ویدئویی) | آرش سنجابی    |

## نمایش
| سال  | عنوان              | کارگردان          | محل اجرا               |
| ---- | ------------------ | ----------------- | ---------------------- |
| ۱۳۸۲ | در وادی            | فرزانه نشاط‌خواه   | حوزه هنری              |
| ۱۳۸۴ | چشم‌اندازی از پل    | منیژه ‌محامدی      | سالن اصلی تئاتر شهر    |
| ۱۳۸۶ | تبرئه              | منیژه ‌محامدی      | تئاتر شهر              |
| ۱۳۸۷ | دوازده             | منیژه ‌محامدی      | تئاتر شهر              |
| ۱۳۸۸ | آمادئوس            | منیژه ‌محامدی      | تئاتر شهر              |
| ۱۳۹۰ | پس از سقوط         | منیژه ‌محامدی      | تماشاخانه ایرانشهر     |
| ۱۳۹۳ | آرسنیک و تور کهنه  | حسین ‌پارسایی      | تماشاخانه ایرانشهر     |
| ۱۳۹۴ | تقدیر بازان        | سیما تیرانداز     | تئاتر شهر- ‌سالن چهارسو |
| ۱۳۹۵ | حادثه در ویشی      | منیژه ‌محامدی      | تماشاخانه ایرانشهر     |
| ۱۳۹۸ | تبرئه              | منیژه ‌محامدی      | تماشاخانه ایرانشهر     |
| ۱۳۹۸ | بانوی آوازخوان     | علیرضا کوشک جلالی | تئاتر شهر              |
| ۱۳۹۸ | سقوط در کوه مورگان | منیژه ‌محامدی      | تئاتر شهر_سالن ‌قشقایی  |